# Perospiron

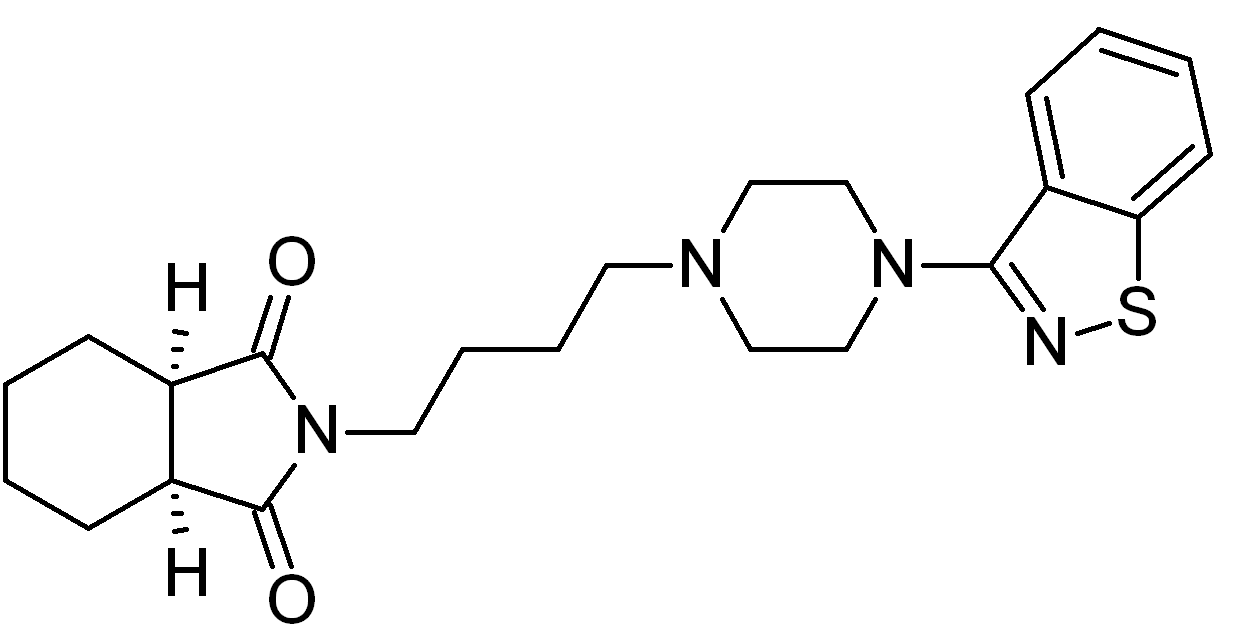
Strukturformel för Perospiron

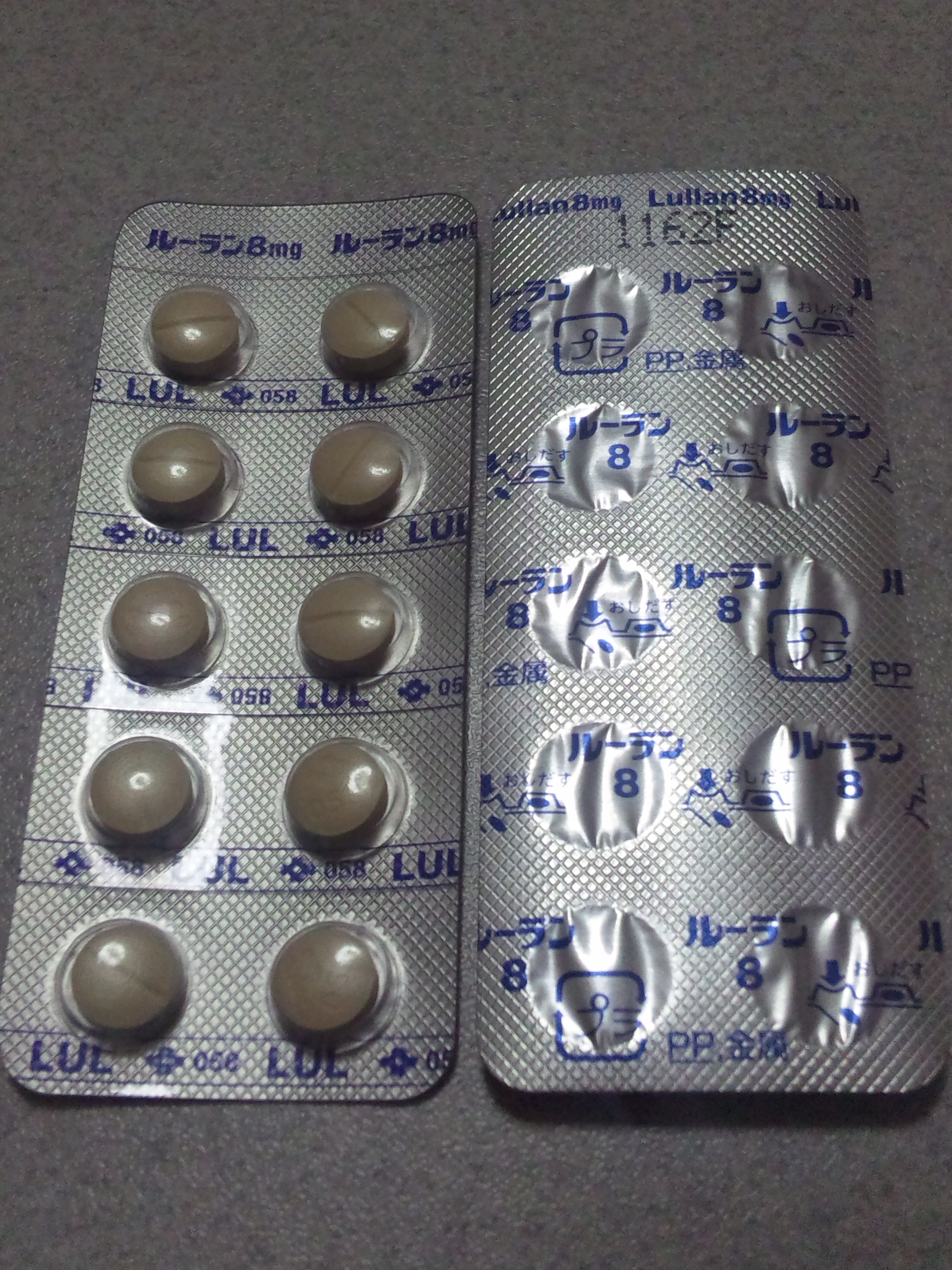
Tabletter för Perospiron

Perospiron ett atypiskt antipsykotikum utvecklat av Dainippon Sumitomo Pharma. Utvecklad första gången 1987.
Såld under namnet Lullan.

## Verkningsmekanism
Blockering av 5-HT2-receptorer i serotonin och dopamin D2 (Som de flesta atypiska antipsykotiska).